# بروندرسلف
بروندرسلف (به لاتین: Brønderslev) یک منطقهٔ مسکونی در دانمارک است که در Brønderslev Municipality واقع شده‌است. بروندرسلف ۶۳۳٫۱۸ کیلومتر مربع مساحت و ۱۲٬۶۱۱ نفر جمعیت دارد.